# Parafia św. Teresy od Dzieciątka Jezus w Zabrzu-Mikulczycach
Parafia Świętej Teresy od Dzieciątka Jezus w Zabrzu-Mikulczycach – parafia metropolii katowickiej, diecezji gliwickiej, dekanatu Zabrze-Mikulczyce Kościoła katolickiego obrządku łacińskiego.

## Historia
Powstała w 1947 roku. Wcześniej powstał sam kościół pod wezwaniem św. Teresy, konsekrowany 17 września 1933, będący filą parafii św. Wawrzyńca. 1 stycznia 1998 wydzielono z niej parafię św. Wojciecha, obejmującą osiedle Mikołaja Kopernika.